# Giovanni Lodovico Bianconi
Giovanni Lodovico Bianconi, noto anche come Giovanni Ludovico (Bologna, 30 settembre 1717 – Perugia, 1º gennaio 1781), è stato un medico e antiquario italiano.

## Biografia
Fu uno studioso dai molti interessi e fu mentore e corrispondente di uno dei primi storici dell'arte, Johann Joachim Winckelmann.
Bianconi fu medico alla corte di Giuseppe Ignazio Filippo d'Assia-Darmstadt, principe vescovo di Augusta, dal 1744 e consigliere di Augusto III di Sassonia, a Dresda.
I suoi Scritti tedeschi (1763) inviati da Dresda al marchese Filippo Hercolani e a Francesco Algarotti, descrivono la collezione e il mobilio della galleria di quadri dell'Elettore, con cui Algarotti era stato in stretti rapporti; la collezione, che formò il nucleo della Gemäldegalerie di Dresda, era iniziata con l'acquisto in blocco di alcune centinaia di dipinti dalla collezione degli Este di Modena nel 1745— che Bianconi ampliò con l'acquisto della Madonna Sistina di Raffaello nel 1753—
I contatti di Bianconi erano particolarmente forti a Bologna, anche tra i commercianti di quadri, suoi concorrenti nel rifornire Dresda, e a Firenze, attraverso Ignazio Hugford.
A causa del cambiamento di atmosfera e delle ridotte disponibilità finanziarie in seguito alla Guerra dei sette anni, Bianconi ritenne fosse venuto il momento di tornare in Italia, dove passò il resto della sua vita.
Tra le opere pubblicate ci fu un libro su Piranesi (1779), uno su Anton Raphael Mengs (1780) e una saggio sulle Terme di Caracalla, Descrizione dei circhi particolarmente di quello di Caracalla (published posthumously, 1789). Pubblicò anche parecchi rapporti di Winckelmann provenienti dagli scavi archeologici di Ercolano.
Tra le prime biografie di Bianconi ci furono quella di Annibale Mariotti, Delle lodi di L. B., (Perugia), 1781, e quella di Enrico Sassoli, Della vita e delle opere di Giovanni Ludovico Bianconi, Bologna, 1885.
Il fratello Carlo Bianconi, un pittore neoclassico di un certo interesse, lavorò come segretario all'Accademia di belle arti di Brera.

## Opere
- Scritti tedeschi, a cura di Giorgio Cusatelli, Giovanna Perini, Minerva edizioni,  Bologna, 1998.